# Сомнамбулът (Индржих Щирски)
„Сомнамбулът“ (на чешки: Náměsíčná) е картина от 1925 година на чешкия сюрреалист Индржих Щирски (Jindřich Štyrský, 1899 – 1942).
Платното е с размери 60,3 на 30,8 cm. Картината е изпълнена чрез техниката маслени бои. През 1965 година е откупена и става притежание на Моравската галерия в Бърно.
От март 2016 година негово дигитално копие е в колекцията на „Европеана“. В стилово отношение картината се отнася към артифициализма, развиван от Щирски в този период от творческия му път.